# Epiblema scutulana
Epiblema scutulana là một loài bướm đêm thuộc họ Tortricidae. Loài này có ở Palearctic ecozone. The species closely resembles Epiblema sticticana và Epiblema cirsiana, identification is only possible on the basis of microscopic research of the genitalia.
Sải cánh dài 18–23 mm. Con trưởng thành bay từ tháng 5 đến tháng 9. .
Ấu trùng ăn Cirsium vulgare và Musk thistle.

## Hình ảnh

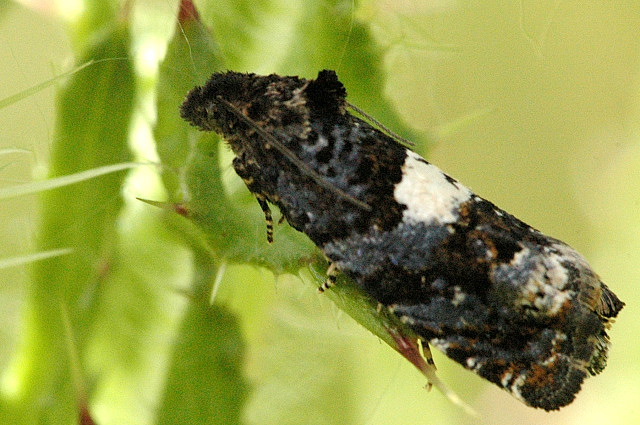